# Borsuczyzny
Borsuczyzny (1097 m), Borsuczyny (1100 m) – szczyt w Gorcach, znajdujący się w bocznym grzbiecie odchodzącym od Pasma Gorca poprzez przełęcz Pańska Przehybka w południowo-wschodnim kierunku do doliny Ochotnicy. Nazwa prawdopodobnie pochodzi od jam borsuczych i często przenoszona jest na cały grzbiet.
Szczyt znajduje się na obszarze miejscowości Ochotnica Górna w województwie małopolskim, w powiecie nowotarskim, w gminie Ochotnica Dolna. Północno-wschodnie stoki Borsuczyn opadają do doliny potoku Jaszcze i Małe Jaszcze, południowo-zachodnie do doliny Potoku Forędówki. Borsuczyzny znajdują się poza Gorczańskim Parkiem Narodowym, ale na ich zachodnich zboczach w Lesie Kędzierskim znajduje się leśna enklawa tego parku ciągnąca się od doliny potoku Forędówki po sam grzbiet.
Stoki Borsuczyn są w znacznej mierze odsłonięte, wskutek wielowiekowej ekspansji ludności wsi Ochotnica Górna porastające je pierwotnie lasy zostały zamienione na pola uprawne i pastwiska. Dzięki temu rozciągają się z nich rozległe panoramy widokowe na Tatry, Beskid Sądecki, Magurę Spiską i Pieniny. Po północno-zachodniej stronie Borsyczyn znajduje się duża polana Magurki, duże polany znajdują się także na ich południowych i wschodnich stokach.
Poniżej wierzchołka Borsuczyn poprowadzono ścieżkę dydaktyczną „Na Pańską Przehybkę”. Czas przejścia około 3 godz.

## Szlaki turystyki pieszej
Wschodnimi stokami Borsuczn prowadzi ścieżka edukacyjna tworząca zamkniętą pętlę (start i koniec w tym samym miejscu):
 ścieżka edukacyjna „Dolina Potoku Jaszcze”: Jaszcze Duże (parking) – Jaszcze Małe – Łonna – Pańska Przehybka – Tomaśkula – Magurki – Kurnytowa Polana – Jaszcze Duże. Czas przejścia ok. 3 godz.

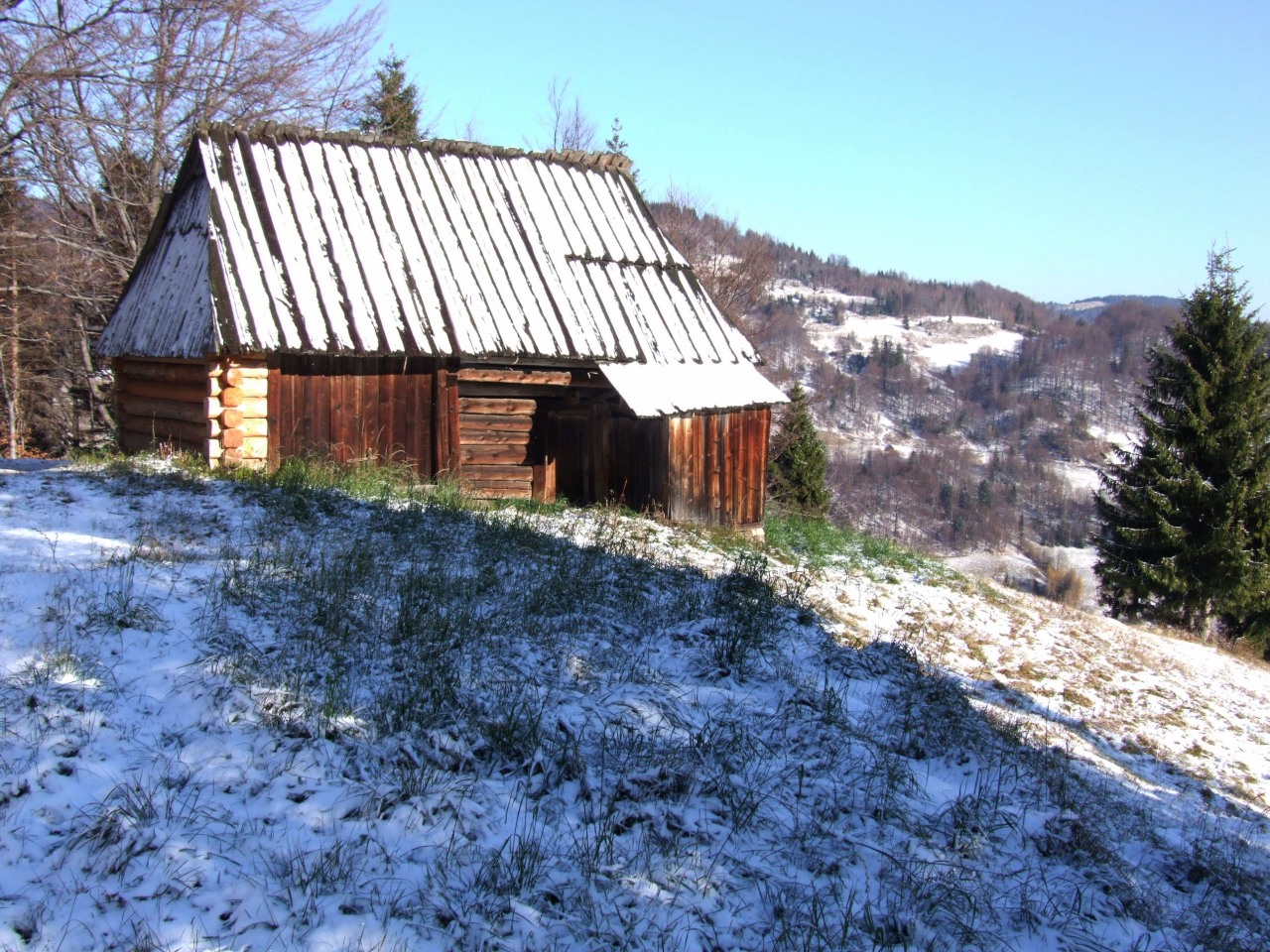
Drewniana stodoła na stokach Borsuczyn